# Escala de Kardaixov

Projeccions a la escala de Kardaixov de la civilització humana, des dels anys 1900 a 2030, basat en les dades de l'Agència Internacional de l'Energia World Energy Outlook.

L'Escala de Kardaixov és un mètode proposat per l'astrofísic rus Nikolai Kardaixov per mesurar el grau d'evolució tecnològica d'una civilització; proposat l'any 1964. Té tres categories, anomenades Tipus I, II i III, basades en la quantitat d'energia utilitzable que una civilització té a la seva disposició, que s'incrementen de manera exponencial. Aquestes categories també estan basades en el grau de colonització de l'espai. En termes generals, una civilització de Tipus I ha aconseguit el domini dels recursos del seu planeta d'origen, Tipus II del seu sistema planetari, i Tipus III de la seva galàxia.
La civilització humana es troba actualment (any 2016) al voltant de 0,72, amb els càlculs que suggereixen que podem aconseguir l'estat de Tipus I en uns 100-200 anys, de Tipus II a uns quants milers d'anys, i de Tipus III entre uns 100.000 a un milió d'anys.

## Ús d'energia
L'energia és una quantitat estàtica i es denota en Joules. La potència és una mesura de transferència d'energia a través del temps, i es denota en watts (joules per segon). Els tres nivells de l'escala de Kardaixov es poden quantificar en unitats de potència (watts) i es representen en una escala creixent logarítmica.
- Tipus I - Una civilització que és capaç d'aprofitar tota la potència disponible en un únic planeta, aproximadament 10¹⁶ W. La xifra pot ser bastant variable, la Terra té una potència disponible d'1,74×1017 W. La definició original de Kardaixov era de 4×1012 W (Kardaixov va definir originalment el Tipus I com "el nivell tecnològic proper al nivell present avui dia a la Terra", sent "avui dia" l'any 1964.
- Tipus II - Una civilització que és capaç d'aprofitar tota la potència disponible en una única estrella, aproximadament 1026 W. De nou, la xifra pot ser variable; el Sol emet aproximadament 3,86×1026 W. La xifra que donava Kardaixov era de 4×1026 W.
- Tipus III - Una civilització que és capaç d'aprofitar tota la potència disponible en una sola galàxia, aproximadament 1036 W. Aquesta xifra és extremadament variable, ja que les galàxies tenen un rang de grandàries molt ampli. La xifra original de Kardaixov va ser de 4×1037 W.

Totes aquestes civilitzacions són totalment hipotètiques avui dia, encara que l'escala és utilitzada pels investigadors del SETI, autors de ciència-ficció i futuristes com un marc de treball teòric.

## Situació actual de la civilització humana
Michio Kaku suggereix que els humans podríem arribar al Tipus I en 100-200 anys, i el tipus II en alguns centenars d'anys, i el Tipus III entre 100.000 a un milió d'anys.
La civilització humana està ara mateix en algun lloc molt per sota del Tipus I, ja que només és capaç d'aprofitar una fracció de l'energia disponible a la Terra. Així doncs, l'estat actual de la civilització humana ha estat denominat com a Tipus 0. Encara que els tipus intermedis no van ser exposats a la proposta original de Kardaixov, Carl Sagan va determinar que podrien ser fàcilment definits mitjançant la interpolació i l'extrapolació dels valors donats anteriorment. El 1973, Sagan va calcular que el nivell actual de la civilització humana seria de 0,7, en relació amb el model de Kardaixov per als tipus 0 i I.
Sagan va emprar la següent fórmula:
{\displaystyle K={\frac {\log _{10}{W}-6}{10}}}
essent K, el tipus de civilització de Kardaixov i W l'energia aprofitada en Watts. Cal veure que els numerals romans han de ser utilitzats per la part sencera del tipus de civilització, mentre que la part fraccional s'escriu en decimal.
Sagan va utilitzar 10 terawatts (TW) com el valor de  W  de la humanitat per a l'any 1973, cosa que va ser lleugerament superior a la de les dades conegudes actualment.
El 2012, el total de consum i recursos energètics a nivell mundial va ser de 553 exajoules (553×1018 J=153,611 TWh)això és de mitjana equivalent a un consum d'energia de 17,54 TW (o 0,724 en l'Escala Kardashov de Sagan.)

## Evidència empírica
El 2015, un estudi d'emissions galàctiques infraroges mitjanes va arribar a la conclusió que les "civilitzacions de Kardashov de Tipus III són molt poc comuns o no existeixen en l'univers". El 14 d'octubre de 2015 el descobriment d'un estrany patró de llum d'estrella que envolta l'estrella KIC 8462852 ha aixecat especulacions que una Esfera de Dyson ha pogut haver estat descoberta.

### Civilització tipus I

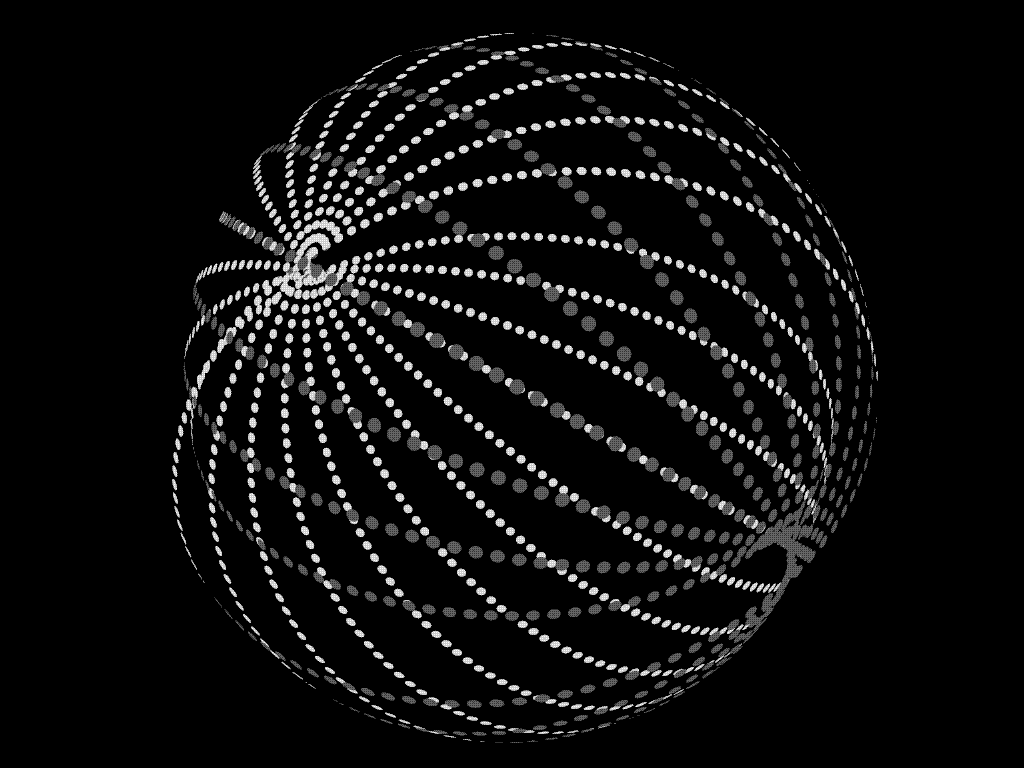
Figura d'una esfera de Dyson de tipus eixam envoltant una estrella